# French Open-mesterskabet i herredouble
French Open-mesterskabet i herredouble er en tennisturnering, som er blevet afviklet som en del af French Open siden 1891. Turneringen spilles  udendørs på grusbaner, og er siden 1928 blevet afviklet på Stade Roland Garros i Paris, Frankrig. French Open spilles i den sidste uge af maj og den første uge af juni og har siden 1987 kronologisk set været den anden grand slam-turnering i kalenderåret. Turneringen blev ikke spillet fra 1915 til 1919 på grund af første verdenskrig og i perioden 1940-45 på grund af anden verdenskrig.
Siden afskaffelsen af verdensmesterskaberne i tennis i 1925 har mesterskabet haft status af "major championship", som senere blev kaldt grand slam-turnering. Mesterskabet var til og med 1967 forbeholdt amatører, men siden 1968 har det også være åbent for professionelle spillere.

## Præmier
Tekst mangler, hjælp os med at skrive teksten

## Vindere og finalister

### Flest titler
| Spiller             | Antal titler | Antal titler | Antal titler | Antal titler | År                                                                                 |
| Spiller             | Total        | Nat.         | Int.         | Åben         | År                                                                                 |
| ------------------- | ------------ | ------------ | ------------ | ------------ | ---------------------------------------------------------------------------------- |
| Max Decugis         | 14           | 14           | -            | -            | 1902, 1903, 1904, 1905, 1906, 1907, 1908, 1909, 1910, 1911, 1912, 1913, 1914, 1920 |
| Maurice Germot      | 11           | 11           | -            | -            | 1904, 1906, 1907, 1908, 1909, 1910, 1911, 1912, 1913, 1914, 1920                   |
| Jean Borotra        | 6            | 1            | 5            | -            | 1924, 1925, 1928, 1929, 1934, 1936                                                 |
| Jacques Brugnon     | 6            | 1            | 5            | -            | 1922, 1927, 1928, 1930, 1932, 1934                                                 |
| Roy Emerson         | 6            | -            | 6            | -            | 1960, 1961, 1962, 1963, 1964, 1965                                                 |
| Maks Mirnyj         | 4            | -            | -            | 4            | 2005, 2006, 2011, 2012                                                             |
| Daniel Nestor       | 4            | -            | -            | 4            | 2007, 2010, 2011, 2012                                                             |
| Paul Aymé           | 3            | 3            | -            | -            | 1897, 1899, 1900                                                                   |
| Paul Lebreton       | 3            | 3            | -            | -            | 1897, 1899, 1900                                                                   |
| Jacques Worth       | 3            | 3            | -            | -            | 1902, 1903, 1905                                                                   |
| Henri Lacoste       | 3            | 1            | 2            | -            | 1924, 1925, 1929                                                                   |
| Tony Trabert        | 3            | -            | 3            | -            | 1950, 1954, 1955                                                                   |
| Neale Fraser        | 3            | -            | 3            | -            | 1958, 1960, 1962                                                                   |
| John Newcombe       | 3            | -            | 1            | 2            | 1967, 1968, 1973                                                                   |
| Anders Järryd       | 3            | -            | -            | 3            | 1983, 1987, 1991                                                                   |
| Jevgenij Kafelnikov | 3            | -            | -            | 3            | 1996, 1997, 2002                                                                   |
| Paul Haarhuis       | 3            | -            | -            | 3            | 1995, 1998, 2002                                                                   |
| Leander Paes        | 3            | -            | -            | 3            | 1999, 2001, 2009                                                                   |

### Alle vindere og finalister
| År                                  | Vinder                                          | Finalist                             | Finaleresultat                 |
| Nationale franske mesterskaber      | Nationale franske mesterskaber                  | Nationale franske mesterskaber       | Nationale franske mesterskaber |
| ----------------------------------- | ----------------------------------------------- | ------------------------------------ | ------------------------------ |
| 1891                                | B. Desjoyau (1) T. Legrand (1)                  | Cucheval-Clarigny Boulanger          | ?                              |
| 1892                                | Diaz-Albertini (1) J. Havet (1)                 | Cucheval-Clarigny Carlos de Candamo  | ?                              |
| 1893                                | Jean Schopfer (1) J. Goldsmith (1)              | G. Hetley Ortmans                    | 6–4, 4–6, 6–2                  |
| 1894                                | Gérard Brosselin (1) J. Lesage (1)              | G. Hetley Robinson                   | 6–4, 2–6, 6–2                  |
| 1895                                | André Vacherot (1) Christian Winzer (1)         | Paul Lebreton Paul Lecaron           | 6–2, 6–1                       |
| 1896                                | Francky Wardan (1) Wynes (1)                    | André Vacherot Marcel Vacherot       | 6–4, 8–6                       |
| 1897                                | Paul Aymé (1) Paul Lebreton (1)                 | Francky Wardan Longchamps            | 6–3, 6–0                       |
| 1898                                | Marcel Vacherot (1) Xenofon Kásdaglis (1)       | ?                                    | ?                              |
| 1899                                | Paul Aymé (2) Paul Lebreton (2)                 | ?                                    | ?                              |
| 1900                                | Paul Aymé (3) Paul Lebreton (3)                 | ?                                    | ?                              |
| 1901                                | André Vacherot (2) Marcel Vacherot (2)          | ?                                    | ?                              |
| 1902                                | Max Decugis (1) Jacques Worth (1)               | ?                                    | ?                              |
| 1903                                | Max Decugis (2) Jacques Worth (2)               | André Vacherot Marcel Vacherot       | 8–6, 6–4 opg.                  |
| 1904                                | Max Decugis (3) Maurice Germot (1)              | ?                                    | ?                              |
| 1905                                | Max Decugis (4) Jacques Worth (3)               | ?                                    | ?                              |
| 1906                                | Max Decugis (5) Maurice Germot (2)              | ?                                    | ?                              |
| 1907                                | Max Decugis (6) Maurice Germot (3)              | G. Siry Robert Wallet                | 6–4, 6–2, 6–1                  |
| 1908                                | Max Decugis (7) Maurice Germot (4)              | ?                                    | ?                              |
| 1909                                | Max Decugis (8) Maurice Germot (5)              | ?                                    | ?                              |
| 1910                                | Max Decugis (9) Marcel Dupont (6)               | ?                                    | ?                              |
| 1911                                | Max Decugis (10) Maurice Germot (7)             | André Gobert William Laurentz        | 6–3, 6–4, 7–5                  |
| 1912                                | Max Decugis (11) Maurice Germot (8)             | ?                                    | ?                              |
| 1913                                | Max Decugis (12) Maurice Germot (9)             | ?                                    | 6–4, 2–6, 6–2, 6–8, 6–2        |
| 1914                                | Max Decugis (13) Maurice Germot (10)            | William Laurentz Ludwig von Salm     | 6–4, 6–4, 4–6, 4–6, 6–4        |
| 1915-19                             | Ingen mesterskaber                              | Ingen mesterskaber                   | Ingen mesterskaber             |
| 1920                                | Max Decugis (14) Maurice Germot (11)            | ?                                    | ?                              |
| 1921                                | André Gobert (1) William Laurentz (1)           | ?                                    | ?                              |
| 1922                                | Jacques Brugnon (1) Marcel Dupont (1)           | ?                                    | ?                              |
| 1923                                | Jean-François Blanchy (1) Jean Samazeuilh (1)   | ?                                    | ?                              |
| 1924                                | Jean Borotra (1) René Lacoste (1)               | ?                                    | ?                              |
| Internationale franske mesterskaber |                                                 |                                      |                                |
| 1925                                | Jean Borotra (2) René Lacoste (2)               | Henri Cochet Jacques Brugnon         | 7–5, 4–6, 6–3, 2–6, 6–3        |
| 1926                                | Vincent Richards (1) Howard Kinsey (1)          | Henri Cochet Jacques Brugnon         | 6–4, 6–1, 4–6, 6–4             |
| 1927                                | Henri Cochet (1) Jacques Brugnon (2)            | Jean Borotra René Lacoste            | 2–6, 6–2, 6–0, 1–6, 6–4        |
| 1928                                | Jean Borotra (3) Jacques Brugnon (3)            | Henri Cochet René de Buzelet         | 6–4, 3–6, 6–2, 3–6, 6–4        |
| 1929                                | René Lacoste (3) Jean Borotra (4)               | Henri Cochet Jacques Brugnon         | 6–3, 3–6, 6–3, 3–6, 8–6        |
| 1930                                | Henri Cochet (2) Jacques Brugnon (4)            | Harry Hopman Jim Willard             | 6–3, 9–7, 6–3                  |
| 1931                                | George Lott (1) John Van Ryn (1)                | Vernon Kirby Norman Farquharson      | 6–4, 6–3, 6–4                  |
| 1932                                | Henri Cochet (3) Jacques Brugnon (5)            | Christian Boussus Marcel Bernard     | 6–4, 3–6, 7–5, 6–3             |
| 1933                                | Pat Hughes (1) Fred Perry (1)                   | Vivian McGrath Adrian Quist          | 6–2, 6–4, 2–6, 7–5             |
| 1934                                | Jean Borotra (5) Jacques Brugnon (6)            | Jack Crawford Vivian McGrath         | 11–9, 6–3, 2–6, 4–6, 9–7       |
| 1935                                | Jack Crawford (1) Adrian Quist (1)              | Vivian McGrath Don Turnbull          | 6–1, 6–4, 6–2                  |
| 1936                                | Jean Borotra (6) Marcel Bernard (1)             | Pat Hughes Raymond Tuckey            | 6–2, 3–6, 9–7, 6–1             |
| 1937                                | Gottfried von Cramm (1) Henner Henkel (1)       | Norman Farquharson Vernon Kirby      | 6–4, 7–5, 3–6, 6–1             |
| 1938                                | Bernard Destremau (1) Yvon Petra (1)            | Don Budge Gene Mako                  | 3–6, 6–3, 9–7, 6–1             |
| 1939                                | Don McNeill (1) Charles Harris (1)              | Jean Borotra Jacques Brugnon         | 4–6, 6–4, 6–0, 2–6, 10–8       |
| 1940-45                             | Ingen officielle mesterskaber                   | Ingen officielle mesterskaber        | Ingen officielle mesterskaber  |
| 1946                                | Marcel Bernard (2) Yvon Petra (2)               | Enrique Morea Pancho Segura          | 7–5, 6–3, 0–6, 1–6, 10–8       |
| 1947                                | Eustace Fannin (1) Eric Sturgess (1)            | Tom Brown Bill Sidwell               | 6–4, 4–6, 6–4, 6–3             |
| 1948                                | Lennart Bergelin (1) Jaroslav Drobný (1)        | Harry Hopman Frank Sedgman           | 8–6, 6–1, 12–10                |
| 1949                                | Pancho Gonzalez (1) Frank Parker (1)            | Eustace Fannin Eric Sturgess         | 6–3, 8–6, 5–7, 6–3             |
| 1950                                | Bill Talbert (1) Tony Trabert (1)               | Jaroslav Drobný Eric Sturgess        | 6–2, 1–6, 10–8, 6–2            |
| 1951                                | Ken McGregor (1) Frank Sedgman (1)              | Gardnar Mulloy Dick Savitt           | 6–2, 2–6, 9–7, 7–5             |
| 1952                                | Ken McGregor (2) Frank Sedgman (2)              | Gardnar Mulloy Dick Savitt           | 6–3, 6–4, 6–4                  |
| 1953                                | Lew Hoad (1) Ken Rosewall (1)                   | Mervyn Rose Clive Wilderspin         | 6–2, 6–1, 6–1                  |
| 1954                                | Vic Seixas (1) Tony Trabert (2)                 | Lew Hoad Ken Rosewall                | 6–4, 6–2, 6–1                  |
| 1955                                | Vic Seixas (2) Tony Trabert (3)                 | Nicola Pietrangeli Orlando Sirola    | 6–1, 4–6, 6–2, 6–4             |
| 1956                                | Don Candy (1) Bob Perry (1)                     | Ashley Cooper Lew Hoad               | 7–5, 6–3, 6–3                  |
| 1957                                | Mal Anderson (1) Ashley Cooper (1)              | Don Candy Mervyn Rose                | 6–3, 6–0, 6–3                  |
| 1958                                | Ashley Cooper (2) Neale Fraser (1)              | Robert Howe Abe Segal                | 3–6, 8–6, 6–3, 7–5             |
| 1959                                | Nicola Pietrangeli (1) Orlando Sirola (1)       | Roy Emerson Neale Fraser             | 6–3, 6–2, 14–12                |
| 1960                                | Roy Emerson (1) Neale Fraser (2)                | José Luis Arilla Andrés Gimeno       | 6–2, 8–10, 7–5, 6–4            |
| 1961                                | Roy Emerson (2) Rod Laver (1)                   | Robert Howe Bob Mark                 | 3–6, 6–1, 6–1, 6–4             |
| 1962                                | Roy Emerson (3) Neale Fraser (3)                | Wilhelm Bungert Christian Kuhnke     | 6–3, 6–4, 7–5                  |
| 1963                                | Roy Emerson (4) Manuel Santana (1)              | Gordon Forbes Abe Segal              | 6–2, 6–4, 6–4                  |
| 1964                                | Roy Emerson (5) Ken Fletcher (1)                | John Newcombe Tony Roche             | 7–5, 6–3, 3–6, 7–5             |
| 1965                                | Roy Emerson (6) Fred Stolle (1)                 | Ken Fletcher Bob Hewitt              | 6–8, 6–3, 8–6, 6–2             |
| 1966                                | Clark Graebner (1) Dennis Ralston (1)           | Ilie Năstase Ion Ţiriac              | 6–3, 6–3, 6–0                  |
| 1967                                | John Newcombe (1) Tony Roche (1)                | Roy Emerson Ken Fletcher             | 6–3, 9–7, 12–10                |
| Åbne franske mesterskaber           |                                                 |                                      |                                |
| 1968                                | Ken Rosewall (2) Fred Stolle (2)                | Roy Emerson Rod Laver                | 6–3, 6–4, 6–3                  |
| 1969                                | John Newcombe (2) Tony Roche (2)                | Roy Emerson Rod Laver                | 4–6, 6–1, 3–6, 6–4, 6–4        |
| 1970                                | Ilie Năstase (1) Ion Ţiriac (1)                 | Arthur Ashe Charlie Pasarell         | 6–2, 6–4, 6–3                  |
| 1971                                | Arthur Ashe (1) Marty Riessen (1)               | Tom Gorman Stan Smith                | 6–8, 4–6, 6–3, 6–4, 11–9       |
| 1972                                | Bob Hewitt (1) Frew McMillan (1)                | Patricio Cornejo Jaime Fillol        | 6–3, 8–6, 3–6, 6–1             |
| 1973                                | John Newcombe (3) Tom Okker (1)                 | Jimmy Connors Ilie Năstase           | 6–1, 3–6, 6–3, 5–7, 6–4        |
| 1974                                | Dick Crealy (1) Onny Parun (1)                  | Bob Lutz Stan Smith                  | 6–3, 6–2, 3–6, 5–7, 6–1        |
| 1975                                | Brian Gottfried (1) Raúl Ramírez (1)            | John Alexander Phil Dent             | 6–2, 2–6, 6–2, 6–4             |
| 1976                                | Fred McNair (1) Sherwood Stewart (1)            | Brian Gottfried Raúl Ramírez         | 7–6(6), 6–3, 6–1               |
| 1977                                | Brian Gottfried (2) Raúl Ramírez (2)            | Wojtek Fibak Jan Kodeš               | 7–6, 4–6, 6–3, 6–4             |
| 1978                                | Gene Mayer (1) Hank Pfister (1)                 | José Higueras Manuel Orantes         | 6–3, 6–2, 6–2                  |
| 1979                                | Gene Mayer (2) Sandy Mayer (1)                  | Ross Case Phil Dent                  | 6–4, 6–4, 6–4                  |
| 1980                                | Victor Amaya (1) Hank Pfister (2)               | Brian Gottfried Raúl Ramírez         | 1–6, 6–4, 6–4, 6–3             |
| 1981                                | Heinz Günthardt (1) Balázs Taróczy (1)          | Terry Moor Eliot Teltscher           | 6–2, 7–6, 6–3                  |
| 1982                                | Sherwood Stewart (1) Ferdi Taygan (1)           | Hans Gildemeister Belus Prajoux      | 7–5, 6–3, 1–1 opg.             |
| 1983                                | Anders Järryd (1) Hans Simonsson (1)            | Mark Edmondson Sherwood Stewart      | 7–6(4), 6–4, 6–2               |
| 1984                                | Henri Leconte (1) Yannick Noah (1)              | Pavel Složil Tomáš Šmíd              | 6–4, 2–6, 3–6, 6–3, 6–2        |
| 1985                                | Mark Edmondson (1) Kim Warwick (1)              | Shlomo Glickstein Hans Simonsson     | 6–3, 6–4, 6–7, 6–3             |
| 1986                                | John Fitzgerald (1) Tomáš Šmíd (1)              | Stefan Edberg Anders Järryd          | 6–3, 4–6, 6–3, 6–7(4), 14–12   |
| 1987                                | Anders Järryd (2) Robert Seguso (1)             | Guy Forget Yannick Noah              | 6–7, 6–7, 6–3, 6–4, 6–2        |
| 1988                                | Andrés Gómez (1) Emilio Sánchez (1)             | John Fitzgerald Anders Järryd        | 6–3, 6–7(8), 6–4, 6–3          |
| 1989                                | Jim Grabb (1) Patrick McEnroe (1)               | Mansour Bahrami Eric Winogradsky     | 6–4, 2–6, 6–4, 7–6(5)          |
| 1990                                | Sergio Casal (1) Emilio Sánchez (1)             | Goran Ivanišević Petr Korda          | 7–5, 6–3                       |
| 1991                                | John Fitzgerald (2) Anders Järryd (3)           | Rick Leach Jim Pugh                  | 6–0, 7–6(2)                    |
| 1992                                | Jakob Hlasek (1) Marc Rosset (1)                | David Adams Andrej Olhovskij         | 7–6(4), 6–7(3), 7–5            |
| 1993                                | Luke Jensen (1) Murphy Jensen (1)               | Marc-Kevin Goellner David Prinosil   | 6–4, 6–7(4), 6–4               |
| 1994                                | Byron Black (1) Jonathan Stark (1)              | Jan Apell Jonas Björkman             | 6–4, 7–6(5)                    |
| 1995                                | Jacco Eltingh (1) Paul Haarhuis (1)             | Nicklas Kulti Magnus Larsson         | 6–7(3), 6–4, 6–1               |
| 1996                                | Jevgenij Kafelnikov (1) Daniel Vacek (1)        | Guy Forget Jakob Hlasek              | 6–2, 6–3                       |
| 1997                                | Jevgenij Kafelnikov (2) Daniel Vacek (2)        | Todd Woodbridge Mark Woodforde       | 7–6(12), 4–6, 6–3              |
| 1998                                | Jacco Eltingh (2) Paul Haarhuis (2)             | Mark Knowles Daniel Nestor           | 6–3, 3–6, 6–3                  |
| 1999                                | Mahesh Bhupathi (1) Leander Paes (1)            | Goran Ivanišević Jeff Tarango        | 6–2, 7–5                       |
| 2000                                | Todd Woodbridge (1) Mark Woodforde (1)          | Paul Haarhuis Sandon Stolle          | 7–6, 6–4                       |
| 2001                                | Mahesh Bhupathi (2) Leander Paes (2)            | Petr Pála Pavel Vízner               | 7–6, 6–3                       |
| 2002                                | Paul Haarhuis (3) Jevgenij Kafelnikov (3)       | Mark Knowles Daniel Nestor           | 7–5, 6–4                       |
| 2003                                | Bob Bryan (1) Mike Bryan (1)                    | Paul Haarhuis Jevgenij Kafelnikov    | 7–6(3), 6–3                    |
| 2004                                | Xavier Malisse (1) Olivier Rochus (1)           | Michaël Llodra Fabrice Santoro       | 7–5, 7–5                       |
| 2005                                | Jonas Björkman (1) Maks Mirnyj (1)              | Bob Bryan Mike Bryan                 | 2–6, 6–1, 6–4                  |
| 2006                                | Jonas Björkman (2) Maks Mirnyj (2)              | Bob Bryan Mike Bryan                 | 6–7(5), 6–4, 7–5               |
| 2007                                | Mark Knowles (1) Daniel Nestor (1)              | Lukáš Dlouhý Pavel Vízner            | 2–6, 6–3, 6–4                  |
| 2008                                | Pablo Cuevas (1) Luis Horna (1)                 | Daniel Nestor Nenad Zimonjić         | 6–2, 6–3                       |
| 2009                                | Lukáš Dlouhý (1) Leander Paes (3)               | Wesley Moodie Dick Norman            | 3–6, 6–3, 6–2                  |
| 2010                                | Daniel Nestor (2) Nenad Zimonjić (1)            | Lukáš Dlouhý Leander Paes            | 7–5, 6–2                       |
| 2011                                | Maks Mirnyj (3) Daniel Nestor (3)               | Juan Sebastián Cabal Eduardo Schwank | 7–6(3), 3–6, 6–4               |
| 2012                                | Maks Mirnyj (4) Daniel Nestor (4)               | Bob Bryan Mike Bryan                 | 6–4, 6–4                       |
| 2013                                | Bob Bryan (2) Mike Bryan (2)                    | Michaël Llodra Nicolas Mahut         | 6–4, 4–6, 7–6(4)               |
| 2014                                | Julien Benneteau (1) Édouard Roger-Vasselin (1) | Marcel Granollers Marc López         | 6–3, 7–6(1)                    |
| 2015                                | Ivan Dodig (1) Marcelo Melo (1)                 | Bob Bryan Mike Bryan                 | 6–7(5), 7–6(5), 7–5            |
| 2016                                | Feliciano López (1) Marc López (1)              | Bob Bryan Mike Bryan                 | 6–4, 6–7(6), 6–3               |
| 2017                                | Ryan Harrison (1) Michael Venus (1)             | Santiago González Donald Young       | 7–6(5), 6–7(4), 6–3            |
| 2018                                | Pierre-Hugues Herbert (1) Nicolas Mahut (1)     | Oliver Marach Mate Pavić             | 6–2, 7–6(4)                    |
| 2019                                | Kevin Krawietz (1) Andreas Mies (1)             | Jérémy Chardy Fabrice Martin         | 6–2, 7–6(3)                    |
| 2020                                | Kevin Krawietz (2) Andreas Mies (2)             | Mate Pavić Bruno Soares              | 6–3, 7–5                       |
| 2021                                | Pierre-Hugues Herbert (2) Nicolas Mahut (2)     | Aleksandr Bublik Andrej Golubev      | 4–6, 7–6(1), 6–4               |
| 2022                                | Marcelo Arévalo (1) Jean-Julien Rojer (1)       | Ivan Dodig Austin Krajicek           | 6–7(4), 7–6(5), 6–3            |
| 2023                                | Ivan Dodig (2) Austin Krajicek (1)              | Sander Gillé Joran Vliegen           | 6–3, 6–1                       |
| 2024                                | Marcelo Arévalo (2) Mate Pavić (1)              | Simone Bolelli Andrea Vavassori      | 7–5, 6–3                       |
| 2025                                | Marcel Granollers (1) Horacio Zeballos (1)      | Joe Salisbury Neal Skupski           | 6–0, 6–7(5), 7–5               |